# Articulation sacrococcygienne
L'articulation sacrococcygienne est une amphiarthrose de type symphyse, formée entre la surface ovale à l'apex du sacrum et la base du coccyx.

## Description

### Surfaces articulaires
Les surfaces articulaires sont elliptiques avec des axes transversaux plus longs. La surface du sacrum est convexe et celle du coccyx concave.
Les deux surfaces articulaires sont reliées par un ligament interosseux similaire aux disques intervertébraux, mais plus fin, plus épais devant et derrière que sur les côtés, et avec une texture plus ferme.

### Ligaments
L'articulation est renforcée par plusieurs ligaments :
- Le ligament sacro-coccygien antérieur, extension du ligament longitudinal antérieur qui descend le long de la colonne vertébrale sur les faces antérieures des corps vertébraux. Il se compose de quelques fibres irrégulières qui s'attachent aux faces antérieures du sacrum et du coccyx et se confondent avec le périoste[1].
- Le ligament sacro-coccygien postérieur avec une partie profonde et une partie superficielle :
  - Le ligament sacro-coccygien postérieur profond est une extension du ligament longitudinal postérieur qui descend à l'intérieur du canal vertébral sur les faces postérieures des corps vertébraux. Il s'étend de la face postérieure du cinquième corps sacré à l'intérieur du canal sacré jusqu'à la face postérieure du coccyx, pour s'attacher profondément au ligament dorsal superficiel[1].
  - Le ligament sacro-coccygien postérieur superficiel correspond au ligament jaune. Il ferme la face postérieure de l'extrémité distale du canal vertébral[1]. Il s'étend de la crête sacrale médiane[3] et du bord libre du hiatus sacré[1] à la face dorsale du coccyx[1].
- Les ligaments sacro-coccygiens latéraux[3] constitués de trois faisceaux :
  - un faisceau médial entre les cornes sacrales et les petites cornes du coccyx.
  - un faisceau moyen qui relie les cornes sacrales aux grandes cornes de la première vertèbre coccygienne.
  - un faisceau latéral, équivalent au ligaments inter-transversaires, plus épais entre l'angle latéral du sacrum et le sommet de la grande corne du coccyx. Il ferme le dernier foramen inter-vertébral.

## Mobilité
Les mouvements de l'articulation sont limités en flexion et en extension. Ces mouvements essentiellement involontaires se produisent pendant la défécation et l'accouchement.
Les mouvements conjoints du sacrum et de l'articulation sacro-coccygienne augmentent le diamètre antéropostérieur du défilé pelvien.
Parfois, le coccyx est librement mobile sur le sacrum, notamment pendant la grossesse, dans ce cas, une membrane synoviale est présente.

## Aspect clinique
L'articulation est palpable profondément dans le sillon interfessier et peut être perçue comme une rainure horizontale. Il est possible d’apprécier sa mobilité par une pression vers l'avant.
Elle est fréquemment, au moins partiellement, oblitérée avec l'âge.